# TRIKK17
TRIKK17 es un estudio de animación alemán ubicado en Hamburgo. La empresa, que se fundó como un estudio de stop motion, produce películas de stop motion, dibujos animados y animación con recortes.

## Historia
El estudio lo crearon cuatro socios, Marion Heinßen, Sandra Schießl, Sören Wendt y Björn Magsig en el año 2001. En el año 2002 crearon el video musical «Rooftop» del cantante Sascha Schmitz, además de los anuncios de la Norddeutscher Rundfunk y del corto Marundes Landleben de Wolf-Rüdiger Marunde. También ha producido anuncios para Coca-Cola, Opel, Deutsche Post, Wrigley, Gruner + Jahr y Tchibo. Para la temporada 2006/07 de la Bundesliga elaboraron los anuncios del programa deportivo Sportschau de la cadena ARD. Han producido cortometrajes para programas infantiles como Löwenzahn (ZDF), Siebenstein (ZDF) y Die Sendung mit der Maus (WDR). Después se encargó del video musical de la canción «Ding» de la banda Seeed.
En enero de 2007 fue el primer estudio alemán en producir una historia completa de la autora Astrid Lindgren, Tomte Tummetott und der Fuchs, que consiguió un Premio Grimme.

## Filmografía

### Videos musicales
- 2002: Sascha Schmitz – «Rooftop»
- 2006: Seeed – «Ding»
- 2008: Udo Lindenberg – «Mein Ding»

### Cortometrajes
- 2003: Marundes Landleben
- 2004: Stars Gesucht
- 2007: Tomte Tummetott und der Fuchs
- 2009: Komm essen, Pfannkuchen!

## Premios
- 2007: Prädikat besonders wertvoll y Kurzfilm des Monats Dez. 2007, de la Deutsche Filmbewertungsstelle Wiesbaden (FBW) por Tomte Tummetott und der Fuchs.[3]
- 2008: Premio Grimme por Tomte Tummetott und der Fuchs.
- 2008: Gran Premio Hida International Animation Festival Of Folktales And Fables, Japón, por Tomte Tummetott und der Fuchs.[4]
- 2010: BCP Award 2010.